# 대한민국 민사소송법 제50조
대한민국 민사소송법 제50조는 법원사무관등에 대한 제척·기피·회피에 대한 민사소송법 조문이다.

## 조문
제50조(법원사무관등에 대한 제척·기피·회피) ① 법원사무관등에 대하여는 이 절의 규정을 준용한다.
②제1항의 법원사무관등에 대한 제척 또는 기피의 재판은 그가 속한 법원이 결정으로 하여야 한다.

## 참고 문헌
- 조상희, 『법학전문대학원 민사소송법 기본강의』. 한국학술정보(주), 2009. ISBN 978895323077

## 같이 보기
- 제척
- 기피
- 회피